# A monológ
A monológ 1963-ban bemutatott magyar animációs film, amelyet Kovásznai György írt és rendezett.

## Rövid történet
A beszélő visszaemlékezik gyermekkorára, élete hátterére.

## Alkotók
- Írta, tervezte és rendezte: Kovásznai György
- Zeneszerző és hangmérnök: Bélai István
- Operatőr: Klausz Alfréd
- Vágó: Czipauer János
- Grafikai terv: Korniss Dezső
- Asszisztensek: Hódy Béláné, Kiss Bea
- Színes technika: Boros Magda, Dobrányi Géza
- Főmunkatárs: Jankovics Marcell
- Gyártásvezető: Bártfai Miklós

Készítette a Pannónia Filmstúdió

## Szereplők
- Nő: Magda Gabi
- Fiatal nő: Lengyel Éva
- Kislány: Sasadi Jutka